# Сельское поселение Лунёвское
Се́льское поселе́ние Лунёвское — упразднённое муниципальное образование в городском округе Химки Московской области. Административный центр — посёлок Лунёво.
Глава сельского поселения — Тютина Надежда Викторовна. Адрес администрации: 141580, Московская область, городской округ Химки, п. Лунёво, дом 26.

## География
Сельское поселение Лунёвское расположено на востоке Солнечногорского района. Граничит: на севере — с Габовским сельским поселением Дмитровского района, на востоке — с городским округом Лобня и Федоскинским сельским поселением Мытищинского района, на юге — с городским округом Химки, на юго-западе — с Зеленоградским административным округом города Москвы, на западе — с городскими поселениями Ржавки и Менделеево, на северо-западе — с Пешковским сельским поселением. Площадь территории сельского поселения составляет 9572 га (95,72 км²).
По территории поселения протекает река Клязьма (приток р. Оки). 
В сельское поселение входил 21 населённый пункт: посёлок Подсобное хозяйство санатория имени Артёма, деревня Веревское, село Жилино, деревня Покров, деревня Елино, деревня Чёрная Грязь, деревня Пикино, деревня Поярково, деревня Владычино, деревня Мышецкое, деревня Клушино, посёлок Лунёво (административный центр поселения), деревня Жигалово, деревня Лунёво, деревня Шемякино, деревня Дубровки, деревня Перепечино, деревня Носово, село Чашниково, деревня Исаково, деревня Паршино.

## История
Образовано в соответствии с Законом Московской области от 21.01.2005 года № 27/2005-ОЗ «О статусе и границах Солнечногорского муниципального района и вновь образованных в его составе муниципальных образований» (принят постановлением Мособлдумы от 29.12.2004 № 8/123-П).
Законом Московской области № 246/2018-ОЗ от 28 декабря 2018 года, с 9 января 2019 года все городские и сельские поселения Солнечногорского муниципального района были упразднены и объединены в новое единое муниципальное образование городской округ Солнечногорск с 01.01.2020 года, тогда же было образовано территориальное управление Лунёвское.
С 01.01.2023 года территория ТУ Лунёвское (кроме деревни Покров) вместе с территорией ТУ Кутузовское городского округа Солнечногорск были переданы в административное подчинение городскому округу Химки на основании постановления Губернатора Московской области А.Ю. Воробьёва № 410-ПГ от 12.12.2022.

## Население
| 2006  | 2007  | 2008  | 2009  | 2010  | 2011  |
| ----- | ----- | ----- | ----- | ----- | ----- |
| 5326  | ↘5226 | ↗5287 | ↗5342 | ↗6239 | ↗6663 |
| 2012  | 2013  | 2014  | 2015  | 2016  | 2017  |
| →6663 | ↗6932 | ↗7120 | ↗7265 | ↘7244 | ↗7363 |
| 2018  | 2019  |       |       |       |       |
| ↗7495 | ↗7723 |       |       |       |       |

## Состав сельского поселения
В состав сельского поселения входит 21 населённый пункт упразднённых Искровского и Кировского сельских округов:
| №  | Населённый пункт                         | Тип населённого пункта          | Население |
| -- | ---------------------------------------- | ------------------------------- | --------- |
| 1  | Веревское                                | деревня                         | ↗8        |
| 2  | Владычино                                | деревня                         | ↗37       |
| 3  | Дубровки                                 | деревня                         | ↗27       |
| 4  | Елино                                    | деревня                         | ↗64       |
| 5  | Жигалово                                 | деревня                         | ↗22       |
| 6  | Жилино                                   | село                            | ↗29       |
| 7  | Исаково                                  | деревня                         | ↗137      |
| 8  | Клушино                                  | деревня                         | ↗39       |
| 9  | Лунёво                                   | деревня                         | ↘43       |
| 10 | Лунёво                                   | посёлок, административный центр | ↘3412     |
| 11 | Мышецкое                                 | деревня                         | ↗183      |
| 12 | Носово                                   | деревня                         | ↗258      |
| 13 | Паршино                                  | деревня                         | →0        |
| 14 | Перепечино                               | деревня                         | ↗49       |
| 15 | Пикино                                   | деревня                         | ↗159      |
| 16 | Подсобное хозяйство санатория им. Артёма | посёлок                         | ↘49       |
| 17 | Покров                                   | деревня                         | ↗11       |
| 18 | Поярково                                 | деревня                         | ↗522      |
| 19 | Чашниково                                | село                            | ↗412      |
| 20 | Чёрная Грязь                             | деревня                         | ↗179      |
| 21 | Шемякино                                 | деревня                         | ↗50       |

## Транспорт
Через д. Чёрная Грязь и Елино проходит Ленинградское шоссе (Москва) М10 E 105.
Рядом с д. Чашниково и Исаково расположен аэропорт Шереметьево.
Автобусные сообщения:
- № 23 — Круглое Озеро — станция Лобня
- № 35 — Перепечинское Кладбище — станция Сходня
- № 36 — Лунёво — станция Сходня
- № 44 — Круглое Озеро — станция Сходня
- № 45 — Лунёво — г. Солнечногорск
- № 865 — Перепечинское кладбище — Москва, метро Планерная

Через д. Чёрная Грязь и Елино проходят автобусы:
- № 13 — станция Сходня — Гучковка
- № 350 — пос. Менделеево — Москва, метро Речной вокзал
- № 400 — Зеленоград — Москва, метро Речной вокзал (поостановочный)
- № 437 — Клин — Москва, метро Речной вокзал
- № 440 — Солнечногорск — Москва, метро Войковская

## Достопримечательности
- Чёрная Грязь — место бывшей почтовой станции на Петербургском тракте;
- Места отдыха на Круглом Озере в д. Мышецкое.